# Kurtziella newcombei
Kurtziella newcombei é uma espécie de gastrópode do gênero Kurtziella, pertencente a família Mangeliidae.